# أندرو باركنسون
أندرو باركنسون (بالإنجليزية: Andrew Parkinson)‏ مواليد 21 سبتمبر 1967، هو لاعب كرة سلة أسترالي سابق بدأ مسيرته الاحترافية في سنة 1988. اعتزل اللعب في 1998.